# Football Club Internazionale 1909-1910
Questa voce raccoglie le informazioni riguardanti il Football Club Internazionale nelle competizioni ufficiali della stagione 1909-1910.

## Stagione

La formazione scesa in campo contro l'Ausonia, nella prima giornata del campionato.

Pur a fronte di uno stentato avvio nel Campionato 1909-10, la cui novità in senso regolamentare fu costituita da un calendario spalmato dall'autunno 1909 alla primavera seguente, l'Inter risollevò le proprie sorti con un filotto di 11 vittorie consecutive: la striscia incluse peraltro un doppio successo contro i rivali del Milan, dapprima battuti per 5-0 il 6 febbraio 1910 — data cui è legato il primo trionfo nerazzurro in un derby — e successivamente per 5-1. Al termine delle 16 giornate regolamentari la squadra collezionò 25 punti sui 32 disponibili, a pari merito con la Pro Vercelli.

La formazione vincitrice del suo primo campionato.

L'assegnazione del titolo fu quindi rimessa alla disputa di uno spareggio, sulla cui data le formazioni non riuscirono ad accordarsi: i vercellesi si dichiararono disponibili a svolgere il match solo dal 1º maggio, per l'assenza di calciatori impegnati in partite amichevoli nei giorni 17 e 24 aprile, mentre i meneghini, che a loro volta avevano preso degli impegni nel mese di maggio, chiesero di giocare la sfida proprio ad aprile; sempre a maggio, inoltre, erano previsti a Milano la preparazione e l'esordio della Nazionale di calcio dell'Italia. Inizialmente la FIGC era orientata ad assecondare la posizione della Pro Vercelli, tuttavia la mancata partecipazione vercellese al torneo studentesco del 17 aprile spinse la Federazione a ritenere pretestuosa la posticipazione richiesta dai vercellesi, per cui si stabilì che lo spareggio si sarebbe tenuto il giorno 24; i piemontesi non accettarono la decisione e, per protesta, schierarono una squadra di giovani.
Contro avversari di età adolescenziale, la compagine nerazzurra non ebbe difficoltà ad imporsi col risultato di 10-3 (sebbene altre fonti quantifichino in 9 o 11 le reti interiste) aggiudicandosi il suo primo titolo nazionale ad appena un biennio dalla nascita. I vercellesi, invece, subirono una sanzione dalla FIGC per aver subordinato incontri di campionato a quelli di enti privati, nonché per comportamento antisportivo. A comporre l'undici-base nerazzurro erano Campelli tra i pali, con Fronte e Zoller laterali difensivi: a sostegno della retroguardia agiva il mediano Fossati — il quale, alternatosi tra campo e panchina, divenne il 15 maggio 1910 il primo nerazzurro a vestire la maglia della Nazionale italiana — affiancato da Jenni e Stebleri, con la cerniera di centrocampo costituita da Moretti e Payer. Il tridente offensivo recava infine i nomi delle ali Capra e Schüler, con Peterly punta centrale.

## Organigramma societario
Area direttiva
- Presidente: Ettore Strauss, poi Carlo De Medici

Area tecnica
- Allenatore: Virgilio Fossati[1]

## Rosa
| N. |                     | Ruolo | Calciatore          |
| -- | ------------------- | ----- | ------------------- |
|    | Italia (bandiera)   | P     | Piero Campelli      |
|    | Italia (bandiera)   | P     | Angelo De Magistris |
|    | Svizzera (bandiera) | P     | Heini Müller        |
|    | Svizzera (bandiera) | D     | Oscar Engler        |
|    | Italia (bandiera)   | D     | Mario Moretti       |
|    | Svizzera (bandiera) | D     | Carlo Streit        |
|    | Svizzera (bandiera) | D     | Alfredo Zoller      |
|    | Italia (bandiera)   | D     | Roberto Fronte      |
|    | Svizzera (bandiera) | D     | Hans Jenni          |
|    | Italia (bandiera)   | C     | Virgilio Fossati    |

| N. |                     | Ruolo | Calciatore        |
| -- | ------------------- | ----- | ----------------- |
|    | Svizzera (bandiera) | C     | Ernest Peterly    |
|    | Italia (bandiera)   | C     | Ernesto Crespi    |
|    | Italia (bandiera)   | C     | Carlo Payer       |
|    | Italia (bandiera)   | C     | Giovanni Capra    |
|    | Italia (bandiera)   | C     | Gian Maria Cadoni |
|    | Italia (bandiera)   | C     | Carlo Cocchi      |
|    | Svizzera (bandiera) | C     | Julius Furter     |
|    | Svizzera (bandiera) | C     | Rudolf Neudecker  |
|    | Svizzera (bandiera) | C     | Adolph Stebler    |
|    | Italia (bandiera)   | A     | Ermanno Aebi      |
|    | Svizzera (bandiera) | A     | Bernard Schüler   |

## Calciomercato
| Acquisti | Acquisti            | Acquisti         | Acquisti   |
| R.       | Nome                | da               | Modalità   |
| -------- | ------------------- | ---------------- | ---------- |
| P        | Angelo De Magistris | Minerva          | definitivo |
| D        | Mario Corinaldesi   | Minerva          | definitivo |
| D        | Oscar Engler        | Torino           | definitivo |
| D        | Alfredo Zoller      | Old Boys Basilea | definitivo |
| D        | Hans Jenni          | YF Zurigo        | definitivo |
| C        | Ernest Peterly      | Brühl            | definitivo |

| Cessioni | Cessioni        | Cessioni | Cessioni   |
| R.       | Nome            | da       | Modalità   |
| -------- | --------------- | -------- | ---------- |
| D        | Käppler         |          | svincolato |
| D        | Hernst Marktl   |          | definitivo |
| D        | Niedermann      |          | svincolato |
| C        | Enrico du Chêne |          | svincolato |
| C        | Hermann Wipf    |          | svincolato |
| C        | Werner Kummer   |          | svincolato |
| C        | Hugo Rietmann   |          | svincolato |
| C        | Arnaldo Wölkel  |          | svincolato |

## Risultati

### Prima Categoria

#### Girone d'andata
| Arbitro: | Recalcati (Milano) |

|               |           |            |
| Engler Cadoni | Marcatori | Scanagatta |

| Arbitro: | Alziator (Milano) |

|                |           |  |
| Borel 20’, 60’ | Marcatori |  |

| Arbitro: | Meazza (Milano) |

|                |           |                                                    |
| V. Fossati 42’ | Marcatori | 48’ Corna 49’ Rampini I 65’ Milano II 85’ Visconti |

| Arbitro: | Recalcati (Milano) |

|            |           |  |
| Engler 37’ | Marcatori |  |

| Arbitro: | Goodley (Torino) |

|                            |           |                                  |
| Zuffi 44’ Rodgers 48’, 71’ | Marcatori | 10’ Engler 16’, 18’, 66’ Capra I |

| Arbitro: | Radice (Milano) |

|                         |           |  |
| Peterly 50’ Schuler 75’ | Marcatori |  |

| Arbitro: | Goodley (Torino) |

|            |           |                        |
| Fresia 47’ | Marcatori | 25’ Engler 65’ Peterly |

#### Girone di ritorno
| Arbitro: | Camperio (Milano) |

|           |           |                       |
| Bontadini | Marcatori | Peterly Capra I Payer |

| Arbitro: | Moda (Milano) |

|                     |           |                                         |
| Müller (aut.) Sardi | Marcatori | Peterly Schuler (aut.) De Simoni Zoller |

| Arbitro: | Recalcati (Milano) |

|                         |           |               |
| Capra I Peterly Schuler | Marcatori | Sardi Pizzi I |

| Arbitro: | Goodley (Torino) |

|  |           |                       |
|  | Marcatori | Capra I Peterly Payer |

| Arbitro: | Goodley (Torino) |

|                      |           |  |
| Peterly Engler Payer | Marcatori |  |

| Arbitro: | Recalcati (Milano) |

|                                            |           |            |
| Peterly 55’ 85’ Engler 62’ 71’ Capra I 68’ | Marcatori | 5’ Mariani |

| Arbitro: | Pasteur (Genova) |

|          |           |                              |
| Sardi II | Marcatori | 4’ Payer 62’ Peterly Schuler |

| Arbitro: | Goodley (Torino) |

|                    |           |  |
| Schmidt Hug Elliot | Marcatori |  |

| Arbitro: | Goodley (Torino) |

|                 |           |                  |
| Peterly Schuler | Marcatori | Morelli Capra II |

#### Spareggio
| Arbitro: | Meazza (Milano) |

|                          |           |                                                            |
| Tacchini Zorzoli Rampini | Marcatori | Engler V. Fossati Payer Peterly Schuler (aut.) Sconosciuto |

## Statistiche
Statistiche aggiornate al 24 aprile 1910.

### Statistiche di squadra
| Competizione    | Punti | In casa | In casa | In casa | In casa | In trasferta | In trasferta | In trasferta | In trasferta | Totale | Totale | Totale | Totale | Gf | Gs | D.R. |
| Competizione    | Punti | G       | V       | N       | P       | G            | V            | N            | P            | G      | V      | N      | P      | Gf | Gs | D.R. |
| --------------- | ----- | ------- | ------- | ------- | ------- | ------------ | ------------ | ------------ | ------------ | ------ | ------ | ------ | ------ | -- | -- | ---- |
| Prima Categoria | 25    | 8       | 6       | 1       | 1       | 8            | 6            | 0            | 2            | 16     | 12     | 1      | 3      | 55 | 26 | 29   |
| Spareggio       | -     | 0       | 0       | 0       | 0       | 1            | 1            | 0            | 0            | 1      | 1      | 0      | 0      | 10 | 3  | 7    |
| Totale          | -     | 8       | 6       | 1       | 1       | 9            | 7            | 0            | 2            | 17     | 13     | 1      | 3      | 65 | 29 | 36   |

### Statistiche dei giocatori
Fossati (16/1); Payer (16/4); Schüler (16/5); Zoller (16/1); Engler (16/7); Peterly (15/22); Streit (15); Capra (12/13); Fronte (12); Moretti (12); Campelli (7/-10); Müller (8/-14); Stebler (3); Aebi (3); Cadoni (2/1); Furter (2); Jenni (1); Cocchi (1); Crespi (1); De Magistris (1/-2).
| Giocatore       | Serie A  | Serie A | Spareggio | Spareggio | Totale   | Totale |
| Giocatore       | Presenze | Reti    | Presenze  | Reti      | Presenze | Reti   |
| --------------- | -------- | ------- | --------- | --------- | -------- | ------ |
| E. Aebi         | 3        | 0       | 1         | 0         | 4        | 0      |
| G. Cadoni       | 3        | 1       | 0         | 0         | 3        | 1      |
| P. Campelli     | 7        | -10     | 1         | -3        | 8        | -13    |
| G. Capra        | 12       | 13      | 0         | 0         | 12       | 13     |
| C. Cocchi       | 1        | 0       | 0         | 0         | 1        | 0      |
| E. Crespi       | 1        | 0       | 0         | 0         | 1        | 0      |
| A. De Magistris | 1        | -2      | 0         | 0         | 1        | -2     |
| O. Engler       | 16       | 7       | 1         | 4         | 17       | 11     |
| V. Fossati      | 16       | 1       | 1         | 2         | 17       | 3      |
| R. Fronte       | 12       | 0       | 1         | 0         | 13       | 0      |
| J. Furter       | 2        | 0       | 0         | 0         | 2        | 0      |
| H. Jenni        | 1        | 0       | 1         | 0         | 2        | 0      |
| M. Moretti      | 12       | 0       | 0         | 0         | 12       | 0      |
| H. Müller       | 8        | -14     | 0         | 0         | 8        | -14    |
| R. Neudecker    | 4        | 0       | 0         | 0         | 4        | 0      |
| C. Payer        | 16       | 4       | 1         | 1         | 17       | 5      |
| E. Peterly      | 15       | 22      | 1         | 1         | 16       | 23     |
| B. Schüler      | 16       | 5       | 1         | 1         | 17       | 6      |
| A. Stebler      | 3        | 0       | 1         | 0         | 4        | 0      |
| C. Streit       | 15       | 0       | 0         | 0         | 15       | 0      |
| A. Zoller       | 16       | 1       | 1         | 0         | 17       | 1      |